# Daldorf
Daldorf là một đô thị ở huyện Segeberg, bang Schleswig-Holstein, Đức. Đô thị Daldorf có diện tích 15,16 km², dân số thời điểm ngày 31 tháng 12 năm 2006 là 715 người.